# Pietroșița, Dâmbovița
Pietroșița este satul de reședință al comunei cu același nume din județul Dâmbovița, Muntenia, România.
Aici se termină linia de cale ferată Titu-Târgoviște-Pietroșița
 Acest articol despre o localitate din județul Dâmbovița este deocamdată un ciot. Puteți ajuta Wikipedia prin completarea lui.